# Блафтон (Индијана)
Блафтон (енгл. Bluffton) град је у америчкој савезној држави Индијана.

## Демографија
По попису из 2010. године број становника је 9.897, што је 361 (3,8%) становника више него 2000. године.
| Група             | 2000.         | 2010.         |
| Белци             | 9.170 (96,2%) | 9.326 (94,2%) |
| Афроамериканци    | 32 (0,3%)     | 69 (0,7%)     |
| Азијати           | 23 (0,2%)     | 50 (0,5%)     |
| Хиспаноамериканци | 224 (2,3%)    | 328 (3,3%)    |
| Укупно            | 9.536         | 9.897         |